# After Burner III
After Burner III es un videojuego de tipo Matamarcianos lanzado por la computadora doméstica FM Towns en Japón y después fue porteado a la Sega Mega-CD en Japón, Europa y Estados Unidos. Es el tercer juego de la saga After Burner, y un port de Strike Fighter, un juego lanzado para las recreativas japonesas, en sí mismo una secuela de G-LOC: Air Battle.
Los controles básicos son los mismos que los de los juegos anteriores de la serie, pero esta vez el jugador tiene acceso a misiles ilimitados.